# Charles Leander Weed
Charles Leander Weed (* 1824 in New York; † 1903 in Oakland, Kalifornien) war ein US-amerikanischer Landschaftsfotograf.

## Leben
Der Goldrausch in Kalifornien bewegte Weed, 1854 an die Westküste zu reisen. Er ließ sich in San Francisco nieder und arbeitete einige Zeit als Assistent von George J. Watson in dessen Daguerreotypie-Studio. Um 1855 übernahm er die Kollodium-Nassplatten-Technik von Frederick Scott Archer und Gustave Le Gray und modifizierte diese für seine Porträtfotografie.
Durch seine Arbeit machte Weed die Bekanntschaft von James Hutchings, der mit einigen anderen Geschäftsleuten die nachweislich ersten Touristen des Yosemite-Tals wurden. Begeistert von der Schönheit der unberührten Natur setzten sie sich – unter Hutchings’ Federführung – für dessen Erschließung ein; das Ergebnis war 1864 die Errichtung des Yosemite-Nationalparks.
Im Sommer 1859 kam Weed zusammen mit Hutchings ins Yosemite-Tal und fotografierte dieses zum ersten Mal. Im September desselben Jahres zeigte er seine Fotografien bei einer Ausstellung in San Francisco. Die Fotografen George Fiske und Carleton Watkins kamen in diesen Jahren ebenfalls in dieses Tal und fotografierten dort, ob sie allerdings auch eine gemeinsame Reise dorthin unternahmen, bleibt unbewiesen.
Charles Leander Weed war unter den wichtigsten Fotografen, die den Fotoverlag Lawrence & Houseworth von Thomas Houseworth und George S. Lawrence mit Stereo-Fotos belieferten. Seine Aufnahmen trugen nicht unwesentlich zum geschäftlichen Erfolg der Firma bei. 1864 finanzierten Lawrence und Houseworth eine Reise Weeds ins Yosemite-Tal und nach Nevada, die etwa 900 Stereoskopie-Fotos erbrachte; eine Auswahl wurde unter dem Titel „California and Nevada Views“ vertrieben.
Ab 1860 unternahm Weed ausgiebige Reisen nach Asien. Für kurze Zeit unterhielt er sogar ein Atelier in der britischen Kronkolonie Hongkong und mehrere Wochen bereiste er auch die Insel Hawaii. 1867 wurde er eingeladen, nach Paris zu kommen und auf der Weltausstellung seine Bilder zu zeigen.
1872 bereiste er ein weiteres Mal das Yosemite-Tal um zu fotografieren, evtl. wurde er dabei von Eadweard Muybridge begleitet. In den folgenden Jahren unternahm Weed immer weniger Reisen und ließ sich in Oakland nieder. In den folgenden Jahren beschäftigte er sich mehr mit der künstlerischen wie technischen Verbesserung des Fotografierens.